# Vertiefungsfach
Als Vertiefungsfach oder kurz Vertiefung wird bei Hochschulstudien eine Lehrveranstaltung oder eine Gruppe von Lehrveranstaltungen bezeichnet, die ein Fachgebiet in die Tiefe oder in Richtung praktischen Anwendungen ergänzt.
Dazu gehören einerseits Berechnungsmethoden, Übungen, Labors, Projekte, Feldübungen usw., die den theoretischen Lehrstoff im Verständnis der Studierenden vertiefen, andererseits Vorlesungen höherer Semester, die ein allgemeines oder einführendes Studienfach spezialisieren.
Einige Beispiele für solche Vertiefungsfächer sind:
- In der Astronomie Spezialfächer wie Himmelsmechanik, Stellarstatistik, Sternentwicklung, interstellare Materie, Kosmogonie
- In der Geologie Vertiefungsrichtungen wie Petrografie, Stratigraphie, paläontologische Datierung und Geochronologie, geotechnische Messmethodik, Bau- oder Ingenieurgeologie
- Im Bauingenieurwesen: Statik, Stahlbau, Holzbau, Stahlbetonbau, Stahlfaserbetonbau, Geotechnik, Tunnelbau, Verkehrswegebau, Straßenbau, Eisenbahnbau, Wasserbau, Siedlungswasserbau, Baubetrieb, u. a.